# Чистопольське сільське поселення (Котельницький район)
Чистопо́льське сільське поселення (рос. Чистопольское сельское поселение) — адміністративна одиниця у складі Котельницького району Кіровської області Росії. Адміністративний центр поселення — село Чистопольє.

## Історія
Станом на 2002 рік на території сучасного поселення існували такі адміністративні одиниці:
- Чистопольський сільський округ (село Чистопольє, присілки Григор'єво, Ізіповка, Косолапово, Красне)

Поселення було утворене згідно із законом Кіровської області від 7 грудня 2004 року № 284-ЗО у рамках муніципальної реформи шляхом перетворення Чистопольського сільського округу.

## Населення
Населення поселення становить 213 осіб (2017; 225 у 2016, 241 у 2015, 259 у 2014, 274 у 2013, 280 у 2012, 298 у 2010, 435 у 2002).

## Склад
До складу поселення входять 5 населених пункти:
| Населений пункт      | Населення, осіб (2002) | Населення, осіб (2010) |
| -------------------- | ---------------------- | ---------------------- |
| Григор'єво, присілок | 23                     | 6                      |
| Ізіповка, присілок   | 10                     | 7                      |
| Косолапово, присілок | 0                      | 0                      |
| Красне, присілок     | 71                     | 35                     |
| Чистопольє, село     | 331                    | 250                    |